# Dolichopoda bolivari
Dolichopoda bolivari is een rechtvleugelig insect uit de familie grottensprinkhanen (Rhaphidophoridae). De wetenschappelijke naam van deze soort is voor het eerst geldig gepubliceerd in 1916 door Lucien Chopard.
1. ↑  (en) Dolichopoda bolivari op de IUCN Red List of Threatened Species.